# دييغو غافيلان
دييغو أنتونيو غافيلان زاراتي (بالإسبانية: Diego Gavilán)‏ (مواليد 1 مارس 1980 في أسونسيون) لاعب كرة قدم باراغواياني دولي يجيد اللعب في خط الوسط . يلعب حاليا لصالح نادي أوليمبيا أسونسيون الباراغواياني من سنة 2010 .

## روابط خارجية
- دييغو غافيلان على موقع الاتحاد الدولي (مؤرشف)  (الإنجليزية)
- دييغو غافيلان على موقع قاعدة بيانات كرة القدم.إي يو (الإنجليزية)
- دييغو غافيلان على موقع ناشيونال فوتبول تيمز (الإنجليزية)
- دييغو غافيلان على موقع Soccerway.com (الإنجليزية)
- دييغو غافيلان على موقع عالم كرة القدم.نت (الإنجليزية)